# Scolecithrix borealis
Scolecithrix borealis is een eenoogkreeftjessoort uit de familie van de Scolecitrichidae. De wetenschappelijke naam van de soort is voor het eerst geldig gepubliceerd in 1949 door Wiborg.